# Бреславська Світлана Володимирівна
Світлана Бреславська (пол. Switłana Bresławska; нар. 13 лютого 1969, Калуш, Івано-Франківської області) — українська письменниця, літературознавиця, перекладачка з польської мови. Голова Івано-Франківської обласної організації Національної Спілки письменників України (2019—2023).

## Життєпис
Народилася 13 лютого 1969 року в м. Калуші, Івано-Франківської області. Закінчила філологічний факультет Прикарпатського університету імені Василя Стефаника за фахом «Вчитель української мови та літератури». Захистила дипломну роботу на тему «Міфологічні мотиви у творчості Богдана-Ігоря Антонича»
Працювала вчителькою української мови та літератури в школі. Методистом денної форми навчання на факультеті фізичного виховання і спорту та викладачем української мови на підготовчому відділенні ПНУ (1999—2019).
Почала друкуватися у 1980-х рр. У 1983 р. поетичні твори з'явилися у підлітковому журналі «Піонерія». Через рік — у художньо-публіцистичному збірнику «Доба», згодом — у альманасі «Вітрила'88». Була активною дописувачкою обласної періодики: газет «Прикарпатська правда», «Західний кур'єр», «Літературне Прикарпаття».
1993 року з'явилися перші публікації оповідань і перекладів у часописах «Четвер» та «Перевал». Літературно-критичні статті та відгуки публікуються на сайтах «Буквоїд», «Золота пектораль», «Збруч».
Поезія, проза та статті опубліковані в літературних журналах: Дзвін, Перевал, Золота пектораль, Літературна Україна, Українська літературна газета, Екзиль, Західний кур'єр, Німчич, Ґражда, Буковинський журнал, Степ, Слово Просвіти, LiryDram, Hybryda, Gazeta Wyborcza, Babiniec Literacki, Посестри, Protokół kulturalny (Познань), Migotania, Gazeta Kulturalna, Miasteczko Poznań також в українських і польських антологіях та альманахах.
Членкиня редколегії літературно-мистецького журналу «Дзвін» (Львів).
Учасниця міжнародних літературних фестивалів Міжнародна галицька літературна осінь (2016, 2018, 2019), Poeci bez granic (Вроцлав/Поляниця-Здруй, 2017—2019, 2021—2023); міжнародної конференції «Jak podanie ręki» (Познань, 2018, 2021—2023), літературно-мистецького фестивалю «Письменницька ватра над Черемошем» (2019); XXVIII фестиваль «Pomorska Wiosna Literacka» (2022).
Лауреатка міської Премії імені Івана Франка в галузі поезії (2016) та Літературної премії імені Юрія Яновського в галузі перекладу (2018). За видатні заслуги нагороджена Почесною відзнакою ZLP (Асоціація польських письменників) (2021).
23 лютого 2024 року Міністр культури і народної спадщини Республіки Польщі нагородив Світлану Бреславську почесною відзнакою "Заслужений для польської культури"

## Доробок
Авторка поетичних книжок: «Два кроки до раю» (2015), «Переступи поріг» (2015), «Вниз головою» (2016), «Ти» (2017), «Кількома голосами» (2019), «Na linii oddechu» (переклад Казімежа Бурната — Вроцлав, 2018), «Інкарнація болю» (2023); зб. літературно-критичних статей «З книги відгуків і пропозицій» (2018), книжок оповідань «Всі фаворитки короля» (2019), «Dzień Kolombiny» (літ. переклад Петра Прокоп'яка). Окремі твори перекладено польською, німецькою, французькою, англійською, іспанською, угорською, чеською, литовською та білоруською мовами.
Упорядниця антології «Ми — з 90-х. Віднайдене покоління» (2017) та літературно-історичного альманаху «Родились ми великої години» (2017), двомовної антології «Апостоли XX століття: доля України в поезії» (2020). Авторка проєкту перекладу на польською мовою книжки Тараса Мельничука «Князь роси» (2020) (польський переклад обох книг К. Бурнат). Упорядниця і редакторка видання повістей Юрія Шкрумеляка «Крівавий шлях» і «Чота крилатих» (2020).
У перекладі Світлани Бреславської з польської мови вийшли друком книжки: «Кінець літа в Аркадії» і «Насичення невідомим» Казімежа Бурната, Лєшека Шаруги «Лого Рея», «Смерть богів» Анджея Вальтера (2017), «Ілюзія вічності» Казімежа Бурната (2018), «Бенкет метелика» Анджея Бартинського (2018), «На межі непривітного світу» Петра Прокоп'яка (2022), «В оточенні негараздів: від падіння до успіху» Томаса Еріксона (2022). Переклала українською мовою оповідання Бруно Шульца: «Манекіни» (1988), «Ундуля» (2022); романи Моніки Варненської «Магдалена» (2016), «Прощання з осінню» Станіслава Ігнація Віткевича (2022), «Пригоди та мандрівки Ведмедика Вухатика» Чеслава Янчарського (2022), «Казки на щодень» Юзефа Герольда (2022), «Реалістичні картини» Ареса Хадзініколау (2022), «Зелений манускрипт» Петра Прокоп'яка (2022), «Легенди Познані» Анджея Сікорського (2022), «Дідусь і Ведмедик» Лукаша Вєжбицького (2022), статті Вітольда Ґомбровича про польську літературу, Артура Сандауера «Здеградована реальність (Слово про Бруно Шульца)»
Разом із письменником Петром Прокоп'яком реалізувала проект «Я - з Дрогобича» (2022) до 130-річчя Бруно Шульца. До книги увійшли вірші Єжи Фіцовського, Тадеуша Ружевича, Луції Дудзінської, Петра Прокоп'яка, Світлани Бреславської, а також статті, присвячені класику польської літератури та оповідання Бруно Шульца «Ундуля» - усі тексти у перекладі Світлани Бреславської.
У рамках резиденції Інституту літератури в Кракові переклала роман Станіслава Ігнація Віткевича «Ненаситність» (2022), книгу статей «Віткацій. Хижий розум» (2023).

### Поезія
- Світлана Бреславська «Переступи поріг» — ISBN 978-966-398-082-9
- Світлана Бреславська «Вниз головою»[53][54] — ISBN 978-966-428-453-7
- Світлана Бреславська «Ти» — ISBN 978-966-428-494-0
- Switłanа Bresławskа «Na linii oddechu» — ISBN 978-83-949540-2-4
- Світлана Бреславська «Кількома голосами»[55] — ISBN 978-966-428-650-0
- Світлана Бреславська «Інкарнація болю» [56] — ISBN 978-617-8326-09-8

### Проза
- Світлана Бреславська «Всі фаворитки короля»[57][58][59][60]- ISBN 978-617-7656-72-1
- Switłana Bresławska «Dzień Kolombiny» — ISBN 978-617-8326-14-2

### Переклади
- Кінець літа в Аркадії: Казімєж Бурнат «Насичення невідомим», Лєшек Шаруґа «Лого Рея», Анджей Вальтер «Смерть богів» (2017) ISBN 978-966-428-545-9
- Казімєж Бурнат «Ілюзія вічності»[61] (2018) — ISBN 978-966-428-573-2
- Анджей Бартинський «Бенкет метелика»[62] (2018) — ISBN 978-966-428-610-4
- Петро Прокоп'як «На межі непривітного світу»[63] (2022) — ISBN 978-617-7970-76-6
- Томас Еріксон «В оточенні негараздів. Від падіння до успіху» (2022) — ISBN 978-966-03-9903-7
- Юзеф Ґерольд «Казки на щодень» (2022) — ISBN 978-83-7456-133-4
- Анджей Сікорський «Легенди Познані» (2022) — ISBN 978-83-7768-308-8
- Лукаш Вєжбицький «Дідусь і ведмедик»[64] (2022) — ISBN 978-83-948541-5-7
- Петро Прокоп'як «Зелений манускрипт»[65][66] (2022) — ISBN 978-617-8218-13-3
- Jestem z Drohobycza/Я — з Дрогобича (2022)[67][68]- ISBN 978-966-428-830-6
- Станіслав Ігнацій Віткевич «Прощання з осінню» (2023)[69][70] — ISBN 978-966-03-9910-5
- Станіслав Ігнацій Віткевич «Ненаситність» (2023)  ISBN 978-617-551-959-2[71]
- Віткацій. Хижий розум [Збірник статей](2023) ...
- Малґожата Янчак «Реабілітація» (2023) — ISBN 978-83-67860-02-1
- Маліна Пшеслуґа "Кавун і Блошка, або великі мандрівки Великопольщею (2023) - ISBN 978-83-60782-35-4
- Лєшек Шаруґа "Український калейдоскоп" (2023)
- Чеслав Маркевич "Тропи" (2024) - ISBN 978-617-8326-68-5[72]

### Літературна критика
- Світлана Бреславська «З книги відгуків та пропозицій»[73] — ISBN 978-966-428-583-1 (вип. 7)

### Упорядництво і редагування
- «Ми — з 90-х. Віднайдене покоління» [Антологія] — ISBN 978-617-7236-99-2
- «Зродились ми великої години» [Альманах] — ISBN 978-966-428-550-3
- Юрій Шкрумеляк «Крівавий шлях. Чота крилатих» — ISBN 978-966-428-726-2
- "Апостоли XX століття: доля України в поезії | Apostołowie XX stulecia: los Ukrainy w poezji [Антологія][74] — ISBN 978-966-428-711-8
- Taras Melnyczuk «Książę rosy»[75] — ISBN 978-83-951545-9-1

## Виноски
1. ↑  http://bukvoid.com.ua/info/writers/Svitlana_Breslavska.html
2. ↑  Івано-франківська Організація Національної Спілки Письменників України
3. ↑  Вплив творчості Уолта Уїтмена на поезію Богдана-Ігора Антонича. thule.primordial.org.ua. Процитовано 20 листопада 2023.
4. ↑  «Четвер» № 4, 1993.
5. ↑  «Перевал» № 1, 1993.
6. ↑  Два погляди на одного Івана Силу. bukvoid.com.ua. Процитовано 20 листопада 2023.
7. ↑  Між пеклом і раєм. bukvoid.com.ua. Процитовано 20 листопада 2023.
8. ↑  Місія Ноя. bukvoid.com.ua. Процитовано 20 листопада 2023.
9. ↑  Хто ти, Мойсею?. bukvoid.com.ua. Процитовано 20 листопада 2023.
10. ↑  На межі одкровення. bukvoid.com.ua. Процитовано 20 листопада 2023.
11. ↑  Опришок, Куруц, Пинтя. bukvoid.com.ua. Процитовано 20 листопада 2023.
12. ↑  Нація нізвідки: непримарна небезпека. bukvoid.com.ua. Процитовано 20 листопада 2023.
13. ↑  П’ять імен жіночої поезії. bukvoid.com.ua. Процитовано 20 листопада 2023.
14. ↑  Самотність на циганському горбі. bukvoid.com.ua. Процитовано 20 листопада 2023.
15. ↑  Відтворити подих. bukvoid.com.ua. Процитовано 20 листопада 2023.
16. ↑  Гартування серця. bukvoid.com.ua. Процитовано 20 листопада 2023.
17. ↑  Герой чи злочинець. bukvoid.com.ua. Процитовано 20 листопада 2023.
18. ↑  Домовленість (оповідання польського поета і прозаїка Петра Прокоп’яка). "ЗОЛОТА ПЕКТОРАЛЬ" (укр.). 20 квітня 2022. Процитовано 20 листопада 2023.
19. ↑  Петро Прокоп’як: Я ‒ з Дрогобича. "ЗОЛОТА ПЕКТОРАЛЬ" (укр.). 14 травня 2022. Процитовано 20 листопада 2023.
20. ↑  Дощ у Львові. "Золота пектораль" (укр.). 22 травня 2022. Процитовано 20 листопада 2023.
21. ↑  З Ангелом на плечі: Іван Малкович в Івано-Франківську. "Золота пектораль" (укр.). 5 травня 2017. Процитовано 20 листопада 2023.
22. ↑  Сараєво як спроба пережити. Збруч (укр.). 7 лютого 2022. Процитовано 20 листопада 2023.
23. ↑  Пережити цю зиму. Збруч (укр.). 7 серпня 2023. Процитовано 20 листопада 2023.
24. ↑  Нація нізвідки: непримарна небезпека – Слово Просвіти (укр.). 5 липня 2018. Архів оригіналу за 26 вересня 2023. Процитовано 20 листопада 2023. [Архівовано 2023-09-26 у Wayback Machine.]
25. ↑  Феномен Ребриків – Слово Просвіти (укр.). 1 листопада 2018. Архів оригіналу за 20 листопада 2023. Процитовано 20 листопада 2023. [Архівовано 2023-11-20 у Wayback Machine.]
26. ↑  Дрогобич 1920 - Єжи Фіцовський | Посестри. Українська та польська лiтература. posestry.eu (укр.). 17 листопада 2022. Процитовано 20 листопада 2023.
27. ↑  Мій неврятований - Єжи Фіцовський | Посестри. Українська та польська лiтература. posestry.eu (укр.). 17 листопада 2022. Процитовано 20 листопада 2023.
28. ↑  XXIX Międzynarodowa Galicyjska jesień literacka
29. ↑  Міська премія імені Івана Франка в галузі літератури та журналістики (Івано-Франківськ). Вікіпедія (укр.). 11 листопада 2022. Процитовано 21 листопада 2023.
30. ↑  Facebook. www.facebook.com. Процитовано 21 листопада 2023.
31. ↑  admin (6 червня 2024). Switłana Bresławska - „Zasłużona dla Kultury Polskiej”. Wielkopolski Oddział Związku Literatów Polskich (pl-PL) . Процитовано 3 вересня 2024.
32. ↑  Apostołowie ukraińskiej poezji XX stulecia – Switłana Bresławska
33. ↑  Książę rosy. Krok do Europy – Switłana Bresławska
34. ↑  Andrzej Bartyński
35. ↑  , Rajmund Wełnic, "Książka pisarza ze Szczecinka ukazała się na Ukrainie [zdjęcia]"
36. ↑  , admin, "Pierwsza obcojęzyczna książka Piotra Prokopiaka"
37. ↑  Манекени (зі збірки оповідань «Цинамонові крамниці») - Бруно Шульц | Посестри. Українська та польська лiтература. posestry.eu (укр.). 24 листопада 2022. Процитовано 20 листопада 2023.
38. ↑  Ундуля. Збруч (укр.). 15 січня 2022. Процитовано 20 листопада 2023.
39. ↑  Ундуля Бруно Шульц. www.ji-magazine.lviv.ua. Процитовано 20 листопада 2023.
40. ↑  Ундуля - Бруно Шульц | Посестри. Українська та польська лiтература. posestry.eu (укр.). 9 березня 2023. Процитовано 20 листопада 2023.
41. ↑  Віткацій в окопах. bukvoid.com.ua. Процитовано 20 листопада 2023.
42. ↑  Манускрипт Петра Прокоп’яка. bukvoid.com.ua. Процитовано 20 листопада 2023.
43. ↑  Legendy Poznania wersja ukraińska, książka Andrzej Sikorski,Switłana Bresławska, Anna Ziętkiewicz
44. ↑  , Łukasz Wierzbicki, "Лукаш Вєжбицький "Дідусь і ведмедик"... już jest! - Łukasz Wierzbicki - Pisarz. Podróżnik. Oswajacz historii."
45. ↑  Бруно Шульц. Збруч (укр.). 7 вересня 2022. Процитовано 20 листопада 2023.
46. ↑  Віткацій. Збруч (укр.). 22 вересня 2022. Процитовано 20 листопада 2023.
47. ↑  Здеградована реальність. Збруч (укр.). 5 січня 2023. Процитовано 20 листопада 2023.
48. ↑  Switłana Bresławska – Kresy24.pl – Wschodnia Gazeta Codzienna (пол.)
49. ↑  Ундуля (укр.), 15 січня 2022
50. ↑  Світлана Бреславська | Посестри. Українська та польська лiтература. posestry.eu (укр.). Процитовано 20 листопада 2023.
51. ↑  Ukraińska poetka na uchodźstwie w Polsce (пол.), 22 липня 2022
52. ↑  , admin, ""Pożegnanie jesieni" Stanisława Ignacego Witkiewicza w przekładzie Switłany Bresławskiej"
53. ↑  Світлана Бреславська-Кемінь. «Вниз головою». bukvoid.com.ua. Процитовано 21 листопада 2023.
54. ↑  Коміть головою. bukvoid.com.ua. Процитовано 21 листопада 2023.
55. ↑  Світлана Бреславська. “Кількома голосами”. bukvoid.com.ua. Процитовано 21 листопада 2023.
56. ↑  Інкарнація болю / Inkarnacja bólu. discursus.com.ua. Процитовано 13 січня 2024.
57. ↑  Вертеп від Світлани Бреславської. bukvoid.com.ua. Процитовано 21 листопада 2023.
58. ↑  Не плач!. bukvoid.com.ua. Процитовано 21 листопада 2023.
59. ↑  Химерні новели Світлани Бреславської. bukvoid.com.ua. Процитовано 21 листопада 2023.
60. ↑  У дзеркалі, у загадці. bukvoid.com.ua. Процитовано 21 листопада 2023.
61. ↑  Естетика ілюзії буття (роздуми перекладача). bukvoid.com.ua. Процитовано 20 листопада 2023.
62. ↑  Анджей Бартинський. «Бенкет метелика». bukvoid.com.ua. Процитовано 21 листопада 2023.
63. ↑  Петро Прокоп’як. «На межі непривітного світу». bukvoid.com.ua. Процитовано 21 листопада 2023.
64. ↑  Лукаш Вєжбицький. «Дідусь і ведмедик». bukvoid.com.ua. Процитовано 21 листопада 2023.
65. ↑  Петро Прокоп’як. «Зелений манускрипт». bukvoid.com.ua. Процитовано 21 листопада 2023.
66. ↑  Манускрипт Петра Прокоп’яка. bukvoid.com.ua. Процитовано 21 листопада 2023.
67. ↑  Z kresowej półki bibliofila (7) – „Jestem z Drohobycza / Я з Дрогобича”. Kresy24.pl - Wschodnia Gazeta Codzienna (pl-PL) . Процитовано 21 листопада 2023.
68. ↑  Jestem z Drochobycza. Я – з Дрогобича. bukvoid.com.ua. Процитовано 21 листопада 2023.
69. ↑  Віткацій в окопах. bukvoid.com.ua. Процитовано 21 листопада 2023.
70. ↑  «Прощання з осінню» Віткація: символізм і реальність. bukvoid.com.ua. Процитовано 13 січня 2024.
71. ↑  Ненаситність (укр.). ISBN 978-617-551-959-2.
72. ↑  Чеслав Маркевич. «Тропи». bukvoid.com.ua. Процитовано 3 вересня 2024.
73. ↑  Світлана Бреславська. «Із книги відгуків та пропозицій». bukvoid.com.ua. Процитовано 21 листопада 2023.
74. ↑  Поезія як послання. bukvoid.com.ua. Процитовано 21 листопада 2023.
75. ↑  «Князь роси» побачив світ польською мовою. bukvoid.com.ua. Процитовано 21 листопада 2023.